# Linia kolejowa nr 180 (Słowacja)
Linia kolejowa nr 180 – linia kolejowa o długości 238,88 km, łącząca Koszyce z Żyliną. Jedna z najdłuższych linii kolejowych na Słowacji.
Linia jest dwutorowa i zelektryfikowana, docelowo ma być w całości przystosowana do prędkości 160 km/h.